# Доган, Муслюм
Муслю́м Дога́н (р. 15 октября 1959 г.) — турецкий политик.

## Биография
Родился 15 октября 1959 года в городе Дивриги. Окончил университет Сельчук, затем получил степень магистра в университете Гази. До 2012 года работал в управлении социальной защиты.
В 2012 году Муслюм Доган стал одним из основателей Демократической партии народов (ДПН). Входил в состав первого ЦК партии. В июне 2015 года был избран от ДПН членом Великого национального собрания.
В 2015 году Ахмет Давутоглу предложил Догану и ещё двум члена ДПН войти в формирующееся правительство. Муслюм Доган принял это предложение. 28 августа 2015 года Доган получил пост министра развития.
22 сентября 2015 года Муслюм Доган вместе со своим однопартийцем Али Конджа подали в отставку. На пресс-конференции, собранной Доганом и Конджой после ухода в отставку, они заявили, что ушли в связи с разногласиями в правительстве, также, по их словам, правящая на тот момент партия справедливости и развития игнорирует демократическую волю народа и разжигает войну на юго-востоке страны. Помимо этого Доган и Конджа осудили вмешательство партии справедливости и развития в мирные переговоры между правительством и РПК и обвинили президента Реджепа Эрдогана в нарушении конституции.